# Estació de Can Rigal
Can Rigal és una estació de les línies T1, T2 i T3 de la xarxa del Trambaix situada sobre la Carretera de Colblanc al barri de Pubilla Cases de l'Hospitalet de Llobregat i es va inaugurar el 3 d'abril de 2004 amb l'obertura del Trambaix.
L'estació es troba a cinc minuts a peu de l'estació de Pubilla Cases de la L5 però no hi ha un transbord directe entre ambdues.
| Trambaix               |              |                               |               |                        |
| Procedència/Destinació | <            | Línia                         | >             | Procedència/Destinació |
| Francesc Macià         | Ernest Lluch |                               | Ca n'Oliveres | Bon Viatge             |
| Francesc Macià         | Ernest Lluch | Llevant - les Planes          | Ca n'Oliveres |                        |
| Francesc Macià         | Ernest Lluch | Sant Feliu - Consell Comarcal | Ca n'Oliveres |                        |